# شهرستان چراغچی
ناحیهٔ چراغچی (به ازبکی: Chirakchi District) یک منطقهٔ مسکونی در ازبکستان است که در ولایت کشک‌دریا واقع شده‌است. ناحیه چراغچی ۲۰۰ کیلومتر مربع مساحت و ۳۰٬۰۰۰ نفر جمعیت دارد.